# Communauté d'universités et établissements Angers-Le Mans
La Communauté d'universités et établissements Angers-Le Mans est un regroupement universitaire créé en 2021.

## Historique

Logo de l'université Nantes-Angers-Le Mans.

- 18 avril 2006 : la loi de programme pour la recherche encourage « la coopération entre les acteurs de la recherche ».
- 31 décembre 2008 : création officielle de l’université Nantes-Angers-Le Mans (UNAM) sous la forme d’un pôle de recherche et d'enseignement supérieur (Pres) et le statut d’établissement public de coopération scientifique (EPCS)[1].
- 29 juin 2009 : lancement officiel du Pres[2]. Daniel Martina, président de l'université d'Angers est élu président du Pres[3]
- Novembre 2009 : le Pres adopte son règlement intérieur et les trois instances du Pres se constituent : le conseil d’administration, le conseil scientifique et le comité d’orientation. Les quatre premiers fondateurs (les universités de Nantes, d'Angers et du Maine, et l'École centrale de Nantes) sont rejoints par sept nouveaux membres fondateurs et 18 membres associés.[réf. nécessaire]
- 1er juillet 2011 : l'UNAM intègre l'École supérieure des beaux-arts de Tours-Angers-Le Mans tandis que les 2 centres régionaux de lutte contre le cancer fusionnent : les centres René-Gauducheau et Paul-Papin constituent L'Institut de cancérologie de l'Ouest.
- 1er mai 2011 : l'Inserm adhère à l'UNAM
- 29 mai 2012 : Jacques Girardeau, ex vice-président de l'université de Nantes chargé de la recherche, de la valorisation et de la formation doctorale, est élu président du Pres
- 2013-2015 : la loi relative à l'enseignement supérieur et à la recherche de 2013 supprime les PRES et instaure les communautés d’universités et établissements (Comue). L'université Nantes-Angers-Le Mans fusionne avec l'Université européenne de Bretagne pour donner lieu en janvier 2016 à l'université Bretagne-Loire[4].
- 2020 : dissolution de l'Université Bretagne-Loire
- 2021 : Création de la COMUE Angers-Le Mans : est un établissement public à caractère scientifique, culturel et professionnel constitué sous la forme d'une communauté d'universités et établissements, dans le cadre des dérogations prévues par l'ordonnance du 12 décembre 2018[5].

## Membres
- Université d'Angers ;
- Le Mans Université.

### Textes réglementaires
- Décret no 2008-1561 du 31 décembre 2008 portant création de l'établissement public de coopération scientifique « Université Nantes Angers Le Mans »
- Décret no 2016-8 du 6 janvier 2016 portant création de la communauté d'universités et établissements « Université Bretagne Loire » et approbation de ses statuts
- Décret no 2020-1811 du 30 décembre 2020 portant création de la communauté d'universités et établissements COMUE Angers - Le Mans